# Fister
Fister  je priimek v Sloveniji, ki ga je po podatkih Statističnega urada Republike Slovenije na dan 1. januarja 2010 uporabljalo 290  oseb in je med vsemi priimki po pogostosti uporabe uvrščen na 1.373. mesto.

## Znani nosilci priimka
- Anton Fister (1808—1881), teolog, filozof, revolucionar in politik
- Bojan Fister - Bojč (1951—2019), rokometaš
- Helfried Fister (*1952), avstrijsko-koroški violinist in pedagog (Celovec)
- Irena Fister (*1944), specialna pedagoginja, političarka (županja Kopra)
- Iztok Fister (st.&ml.), inovatorja (UM)
- Maja Fister, svetovna popotnica
- Majda Fister (1939—2024), etnologinja, bibliotekarka, strokovnjakinja za ljudsko stavbno dediščino in izročilo Koroške
- Peter Fister (1759—1800), pravnik in politik, ljubljanski župan
- Peter Fister (*1940), arhitekt in restavrator, prof. FA za razvoj arhitekture in varstvo stavbne dediščine
- Petja Fister, zdravnica pediatrinja
- Polona Fister, psihologinja, psihoterapevtka
- Sonja Fister, restavratorka arhitekture